# Чердынцев, Борис Александрович
Борис Александрович Чердынцев (род. 31 октября 1948, Ленинград) — советский и российский актёр.

## Биография
Борис Чердынцев родился 31 октября 1948 года в Ленинграде. Некоторое время работал киномехаником. С 1968 года — сотрудник «Ленфильма», около 40 лет проработал администратором, а потом и директором кинокартин. В кино Борис начал сниматься поздно, когда ему было уже за сорок. После распада СССР, как и у большинства людей, у будущего актёра возникли проблемы с заработком. Поэтому в 1991 году он дебютировал в короткометражном экспериментальном фильме «Лошадь, скрипка … и немножко нервно». Позже, в 1994 году сыграл эпизодическую роль рэкетира в русско-французском детективе «Акт». В 1995 году Борис работал на съёмочной площадке комедии «Особенности национальной охоты». Так как один из актёров не приехал на съёмку, режиссёр Александр Рогожкин попросил Бориса сыграть коменданта аэродрома. Именно тогда впервые и появилась роль майора Чердынцева, которая запомнилась зрителям.
Наиболее известная актёрская работа — роль майора Чердынцева в телесериале «Улицы разбитых фонарей». Актёр отказался сниматься под сценическим именем из сценария — Глеб Чердынский и настоял на своём имени — Борис Чердынцев.

## Личная жизнь
Борис Чердынцев более 40 лет женат на Любови Чердынцевой. Будущие супруги познакомились на киностудии «Ленфильм», когда пришли на просмотр фильма Андрея Тарковского «Зеркало». Они поженились уже через год после знакомства в 1977 году. У них есть дочь Маргарита 1978 года рождения, названная в честь погибшей во время блокады Ленинграда старшей сестры Бориса, и внук Даня (родился в 2011 году).

## Фильмография
- 1991 — Лошадь, скрипка... и немножко нервно
- 1994 — Акт — рэкетир
- 1995 — Всё будет хорошо! — сосед по общежитию (в титрах не указан)
- 1995 — Особенности национальной охоты — майор Чердынцев, комендант аэродрома
- 1996 — Операция «С Новым годом!» — эпизод
- 1997—2019 — Улицы разбитых фонарей — Борис Чердынцев, майор, начальник дежурной части УВД
- 1998 — Горько! — гость на свадьбе (нет в титрах)
- 1998 — «Хрусталёв, машину!» — гость
- 1998 — Дух — эпизод
- 1998 — Особенности национальной рыбалки — эпизод, роль вырезана
- 1999 — Болдинская осень —
- 2000 — Особенности национальной охоты в зимний период — клиент, проверяющий из министерства лесного хозяйства
- 2000 — 2001 — Агент национальной безопасности-3 — клиент в рекламе тренажёра (фильм «Рекламная пауза», часть первая)
- 2001—2004 — Чёрный ворон — эпизод
- 2004 — Мангуст 2 — клиент строительной фирмы (серия «Квартирный вопрос»)
- 2005 — Господа присяжные — журналист
- 2005 — Нелегал — посетитель ресторана
- 2005 — Семья — эпизод
- 2005 — Фаворский — надзиратель
- 2006 — Клиника — моряк
- 2006 — Короткое дыхание — эпизод
- 2006 — Секретная служба Его Величества —  Сухожилов (фильм № 1 «Невеста авиатора»)
- 2006 — Серко
- 2007 — Особенности национальной подлёдной ловли, или Отрыв по полной — Борис Чердынцев
- 2007 — Преступление и наказание — эпизод
- 2010 — Дорожный патруль 4 — Бурыкин, сосед Одинцова (5-я серия «Лёгкие деньги»)
- 2010 — Страховщики — управдом (19-я серия «Жажда справедливости»)
- 2012 — Зимний круиз — Борис Чердынцев, майор полиции, начальник дежурной части Межрайонного УВД
- 2012 — Честь Самурая — Борис Чердынцев, дежурный
- 2013 — Майор полиции — охранник в психиатрической больнице
- 2015 — Сокровища двенадцати богов — врач